# Arend (sterrenbeeld)

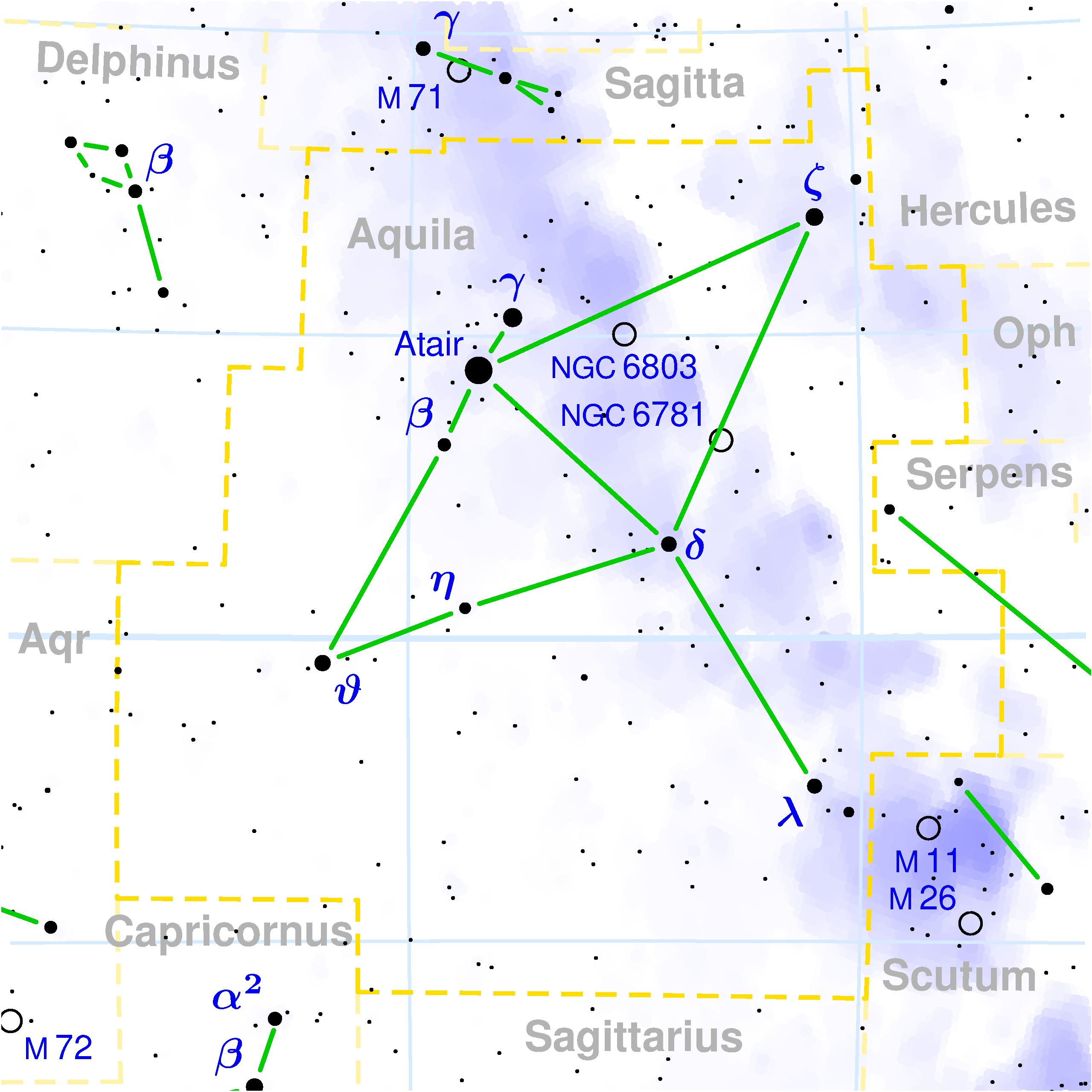
Kaart van het sterrenbeeld Arend

Arend (Aquila) is een sterrenbeeld dat aan de hemel aan de Melkweg is gelegen, tussen rechte klimming 18u40m en 20u35m, declinatie +19° en −12°.
De Melkweg is hier door donkere wolken in twee delen gesplitst. Het sterrenbeeld, dat door de zeer heldere ster Altair op zomeravonden gemakkelijk in het zuiden aan de hemel is te vinden, ligt in een gebied dat door een kleine verrekijker bekeken al wemelt van de sterren.
De Adelaarsnevel bevindt zich, ondanks de naam, in een ander sterrenbeeld.

## Sterren
(in volgorde van afnemende helderheid)
- Altair (α, alpha Aquilae)
- Tarazed (γ, gamma Aquilae)
- Deneb el Okab (ζ+ε, zeta + epsilon Aquilae)
- Theta Aquilae
- Alshain (β, beta Aquilae)

## Telescopisch waarneembare objecten

### New General Catalogue(NGC)
NGC 6709, NGC 6724, NGC 6728 (in de Revised New General Catalogue vermeld als een object van het sterrenbeeld Arend), NGC 6735, NGC 6738, NGC 6741, NGC 6749, NGC 6751, NGC 6755, NGC 6756, NGC 6760, NGC 6772, NGC 6773, NGC 6775, NGC 6778, NGC 6781, NGC 6785 (= NGC 6778), NGC 6790, NGC 6795, NGC 6803, NGC 6804, NGC 6807, NGC 6814, NGC 6821, NGC 6828, NGC 6837, NGC 6840, NGC 6843, NGC 6852, NGC 6858, NGC 6859, NGC 6863, NGC 6865, NGC 6900, NGC 6901, NGC 6906, NGC 6915, NGC 6922, NGC 6926, NGC 6929, NGC 6941.

### Index Catalogue (IC)
IC 1298, IC 1316, IC 1317, IC 1327, IC 4846, IC 4850, IC 5000, IC 5006.

## Bezienswaardigheden
- V Aquilae is een typische koele koolstofster, en daarmee een van de meest roodkleurige sterren waarneembaar met de telescoop. De locatie van V Aquilae is te vinden net ten zuiden van de ster Lambda Aquilae; de zuidelijkste van de heldere sterren die het typische uitzicht van het sterrenbeeld Arend bepalen.

## Zie ook

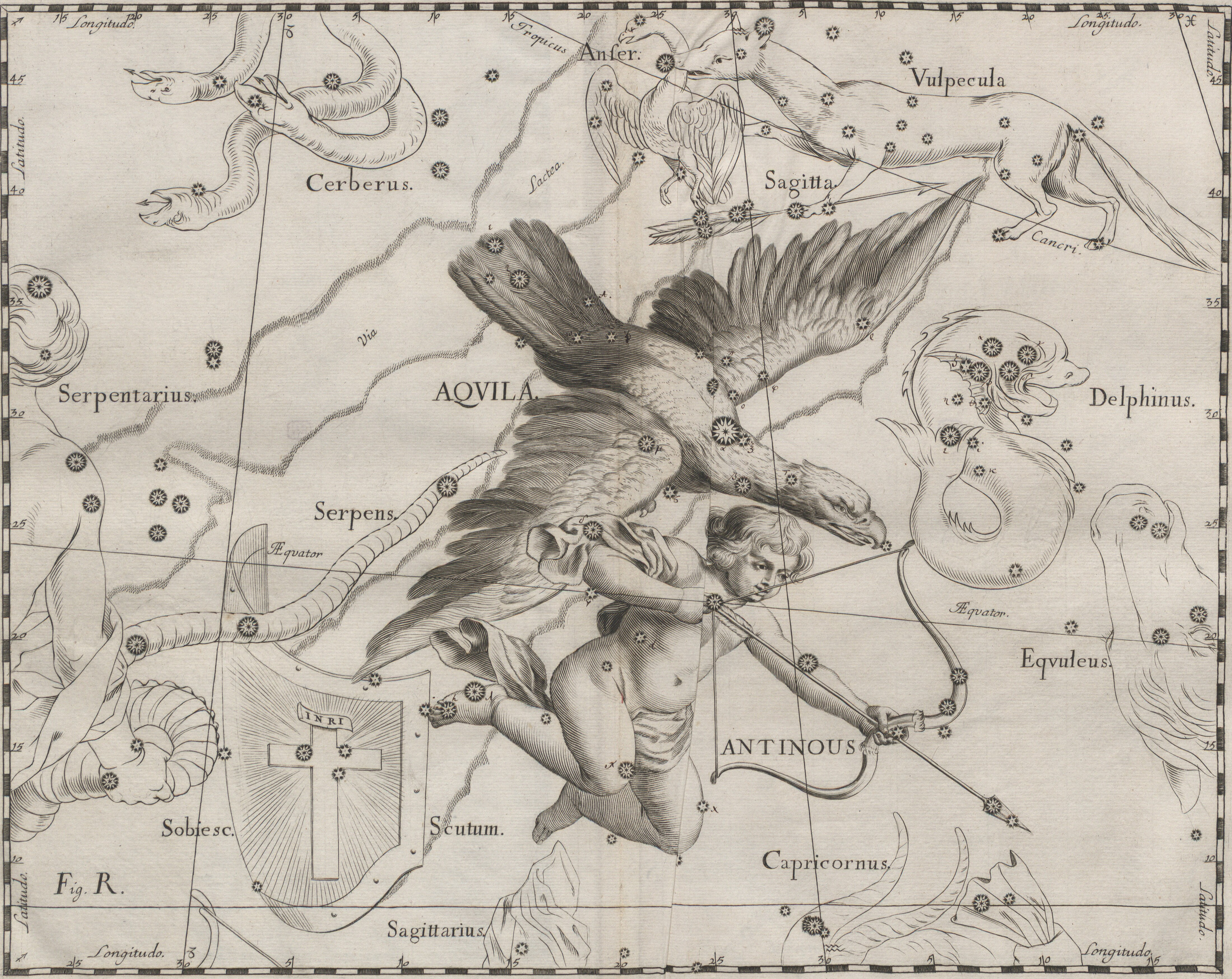
Het sterrenbeeld Arend op een kaart van Johannes Hevelius, 1690

## Aangrenzende sterrenbeelden
(met de wijzers van de klok mee)
- Pijl (Sagitta)
- Hercules
- Slangendrager (Ophiuchus)
- Slang (Serpens)
- Schild (Scutum)
- Boogschutter (Sagittarius)
- Steenbok (Capricornus)
- Waterman (Aquarius)
- Dolfijn (Delphinus)